# 英國鐵路756型多動力源電聯車
英國鐵路756型多動力源電聯車「FLIRT」 是瑞士的鐵路車輛製造商施泰德鐵路為威爾斯鐵路運輸公司製造的三模式動力電聯車，與 2018 年至 2020 年間向大盎格利亞鐵路交車的755型雙模式動力電聯車相近，可由架空電線或柴油引擎供電，但756型還配備電池作為牽引動力源。 
預計將製造24個編組，包括7個三車編組與17個四車編組。

## 历史
威爾斯鐵路運輸服務（KeolisAmey Wales）取得了威爾斯與邊境铁路特许经营权（Wales and Borders franchise），自 2018 年 10 月 14 日起生效，其中包括要求營運商在特许经营期内進行列車更新。 於是威爾斯鐵路運輸服務于 2019 年 2 月向施泰德订购了 24 組 FLIRT 三動力源電聯車，後來被編為 756型，這些列車可方便運用於仅有部分电气化的路線。預計於 2021 年中期开始製造，並於 2023 年投入使用

## 營運
將行駛於Rhymney 线和Vale of Glamorgan 线。

## 技术细节
每編組三到四辆车，編組中央位置有獨立的動力車，裝有柴油发电机组和三个电池模組。 柴油发电机功率480 kW（640 hp） ，而电池能提供1,300 kW（1,700 hp） 。各車之間由無動力的關節式轉向架连接，動力轉向架位於各編組兩端最末側。 

## 車隊详情
| 子类  | 使用者         | 編組數目 | 建成年份  | 編組车數 | 車號          |
| ----- | -------------- | -------- | --------- | -------- | ------------- |
| 756/0 | 威尔士铁路运输 | 7        | 2021–2023 | 3        | 756001–756007 |
| 756/1 | 威尔士铁路运输 | 17       | 2021–2023 | 4        | 756101–756117 |

### 车辆编号
每辆车的编号如下，各車輛編後末三位數即為其所屬編組號碼： 
| 車輛子型 | DMS1          | PTS           | PP            | PTSW          | DMS2          |
| -------- | ------------- | ------------- | ------------- | ------------- | ------------- |
| 756/0    | 911001–911007 | —             | 971001–971007 | 981001–981007 | 912001–912007 |
| 756/1    | 911101–911117 | 961101–961117 | 971101–971117 | 981101–981117 | 912101–912117 |

本型車的欧洲车辆编号，是在国内车辆编号前加上类型代码 94、国家/地区代码 70 ，以及一個零，也就是「“94700……」。 

## 笔记
1. 1 2  技術上動力車應可視為第四或第五輛車，但因不提供座位，故不予計入客車編組。